# Paraneopsylla ioffi
Paraneopsylla ioffi är en loppart som beskrevs av Tiflov 1937. Paraneopsylla ioffi ingår i släktet Paraneopsylla och familjen mullvadsloppor.

## Underarter
Arten delas in i följande underarter:
- P. i. ioffi
- P. i. nepali